# Fred Gerz

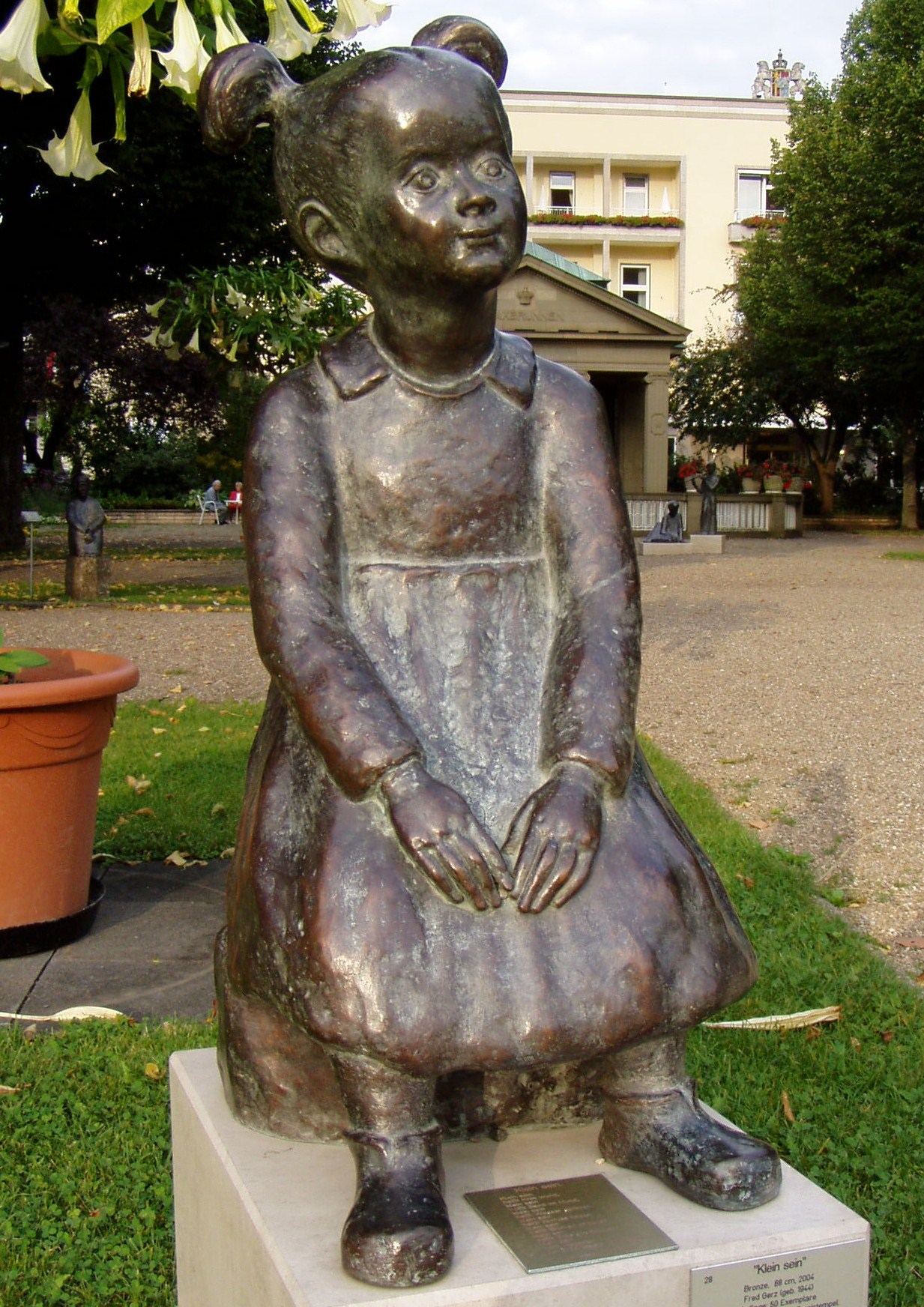
Klein sein (2004) (Bronze, 68 cm)

Fred Gerz (* 1944) ist ein deutscher Bildhauer.

## Leben
Gerz arbeitete als junger Künstler zunächst in der keramischen Kunst und eröffnete am 3. Januar 1977 sein eigenes Atelier in Nomborn als keramische Werkstatt. Ab 1979 gestaltete und verwirklichte er die ersten figürlichen Motive in enger Zusammenarbeit mit dem Bildhauer Helmut Bourger, der ihn auch in der Bildhauerei unterwies.
Zu Beginn der 1980er Jahre legte Gerz erstmals Motive in Bronze auf, ab Anfang der 1990er Jahre gestaltete er nur noch Motive für den Bronzeguss.
Die Arbeiten von Gerz haben heute ihren Schwerpunkt in besinnlichen Motiven (Gedanke, Freunde, Geborgenheit, Demut, Besinnung, Sehnsucht nach Befreiung), sie zeigen den Menschen in seiner Gestalt und seinem Ausdruck. Gerz' Maxime lautet „Werte in Form bringen“ und so sind seine Themen „der suchende Mensch“, „der fragende Mensch“, „der erfüllte Mensch“ und „der erlöste Mensch“.
Seit 2005 steht seine 58 cm hohe Bronzeplastik Vergebung im so genannten „Gefallenenfenster“ der St. Marienkirche zu Grasdorf, einem Ortsteil von Laatzen bei Hannover.
Er ist der Vater des Bildhauers Patrick Gerz (1968); beide leben und arbeiten in Nomborn.

## Ausstellungen
Die Skulpturen von Fred Gerz, begleitet von Arbeiten der Bildhauer Helmut Bourger, Emil Cauer d. J. und Sohn Patrick Gerz, werden seit Jahren auf zahlreichen Ausstellungen im öffentlichen und privaten Raum (Beispiele: Klangwelten – musizieren und empfinden, Werte in Form bringen) in Schweden, Norwegen, Finnland, Holland, Belgien, Luxemburg, Frankreich, Schweiz (mehrfach in Gstaad anlässlich des „Yehudi Menuhin-Festivals“), Österreich, England, Kanada und in Deutschland durchgeführt. In Deutschland fanden diese Ausstellungen jeweils wiederholt statt in der Klosteranlage Eberbach anlässlich des „Rheingau Musik Festivals“, rund um die Abtei Maria Laach, auf der Insel Mainau, in den Grünanlagen von Timmendorfer Strand, am Schmachter See und an der Promenade des Ostseebads Binz auf Rügen, in den öffentlichen Kurgärten von Bad Zwischenahn, Bad Wiessee, Bad Kissingen, Bad Mergentheim, Baden-Baden und Bad Reichenhall und im „Hotel Traube Tonbach“ in Baiersbronn.

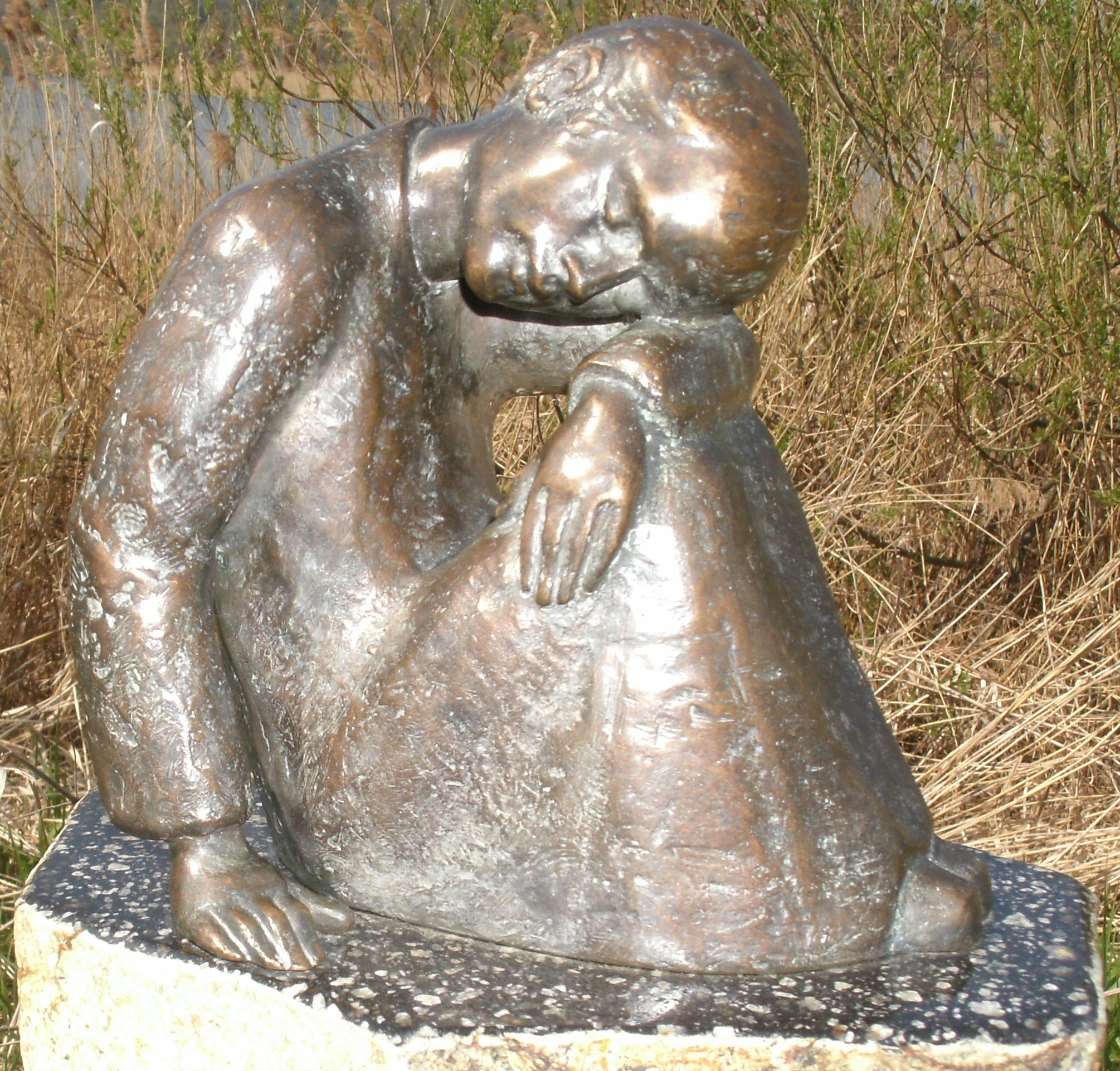
Gesinnung (1989) (Bronze, 17 cm)
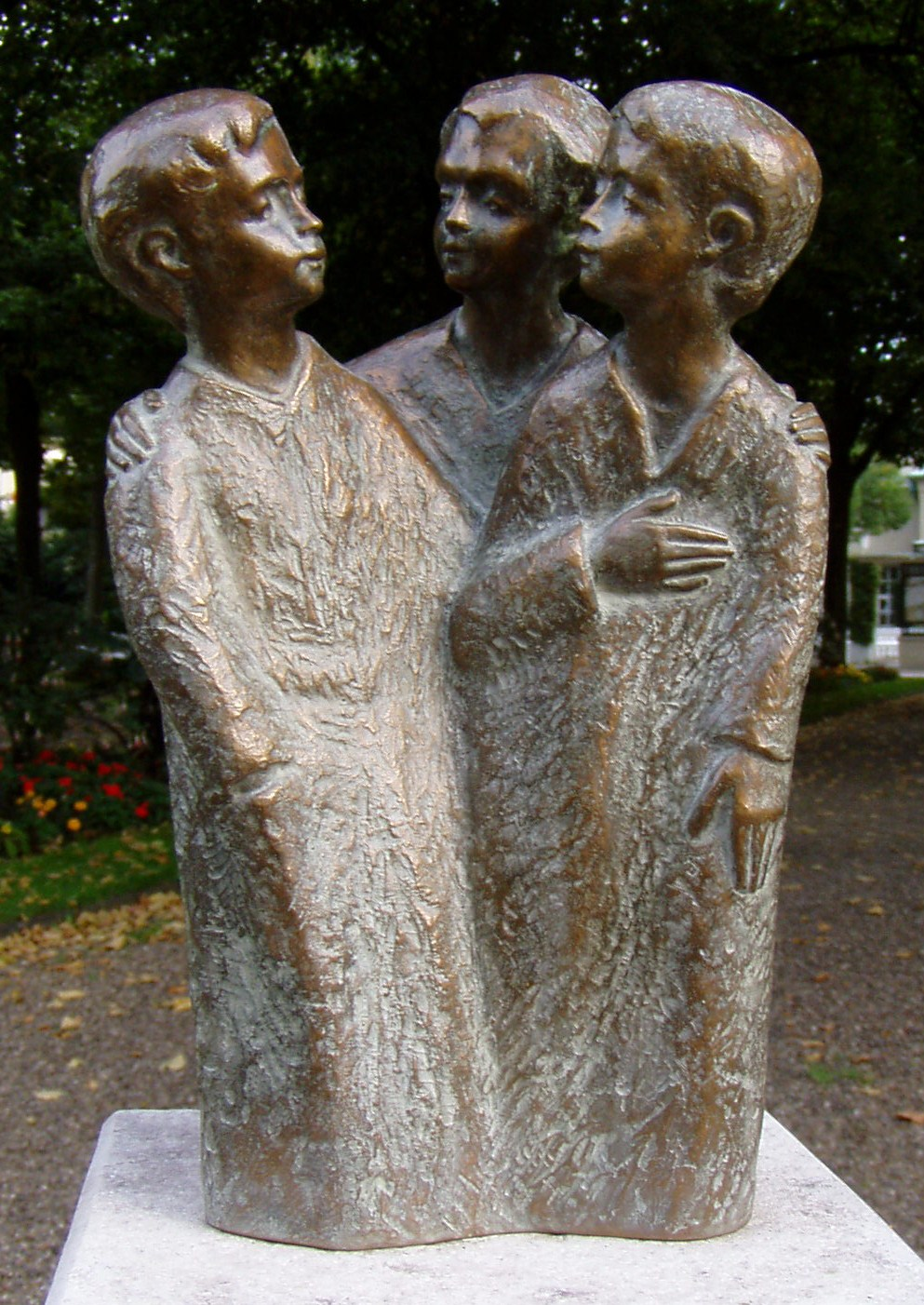
Freunde (1998) (Bronze, 30 cm)
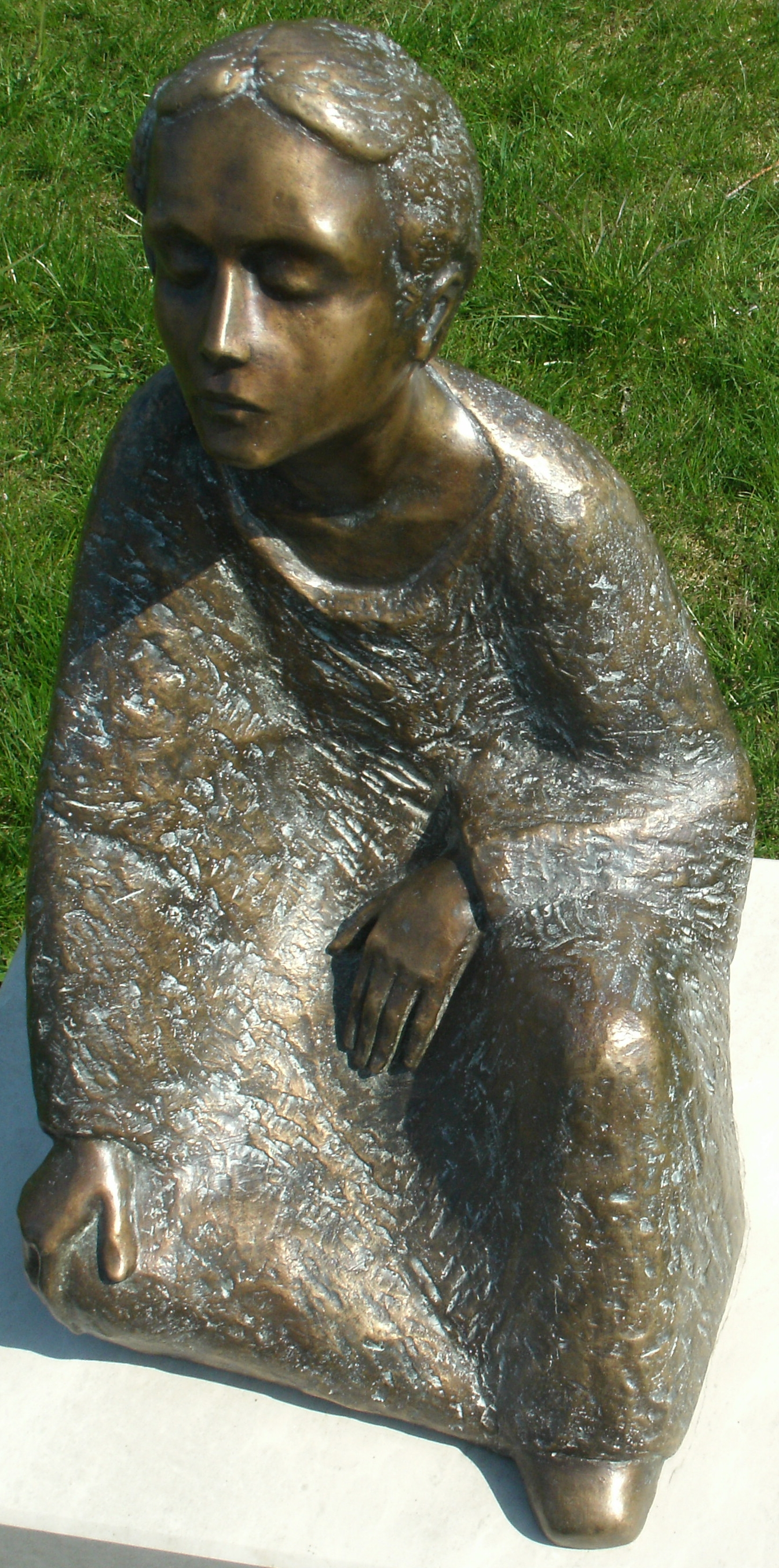
Sehnsucht nach Befreiung (1999) (Bronze, 36 cm)
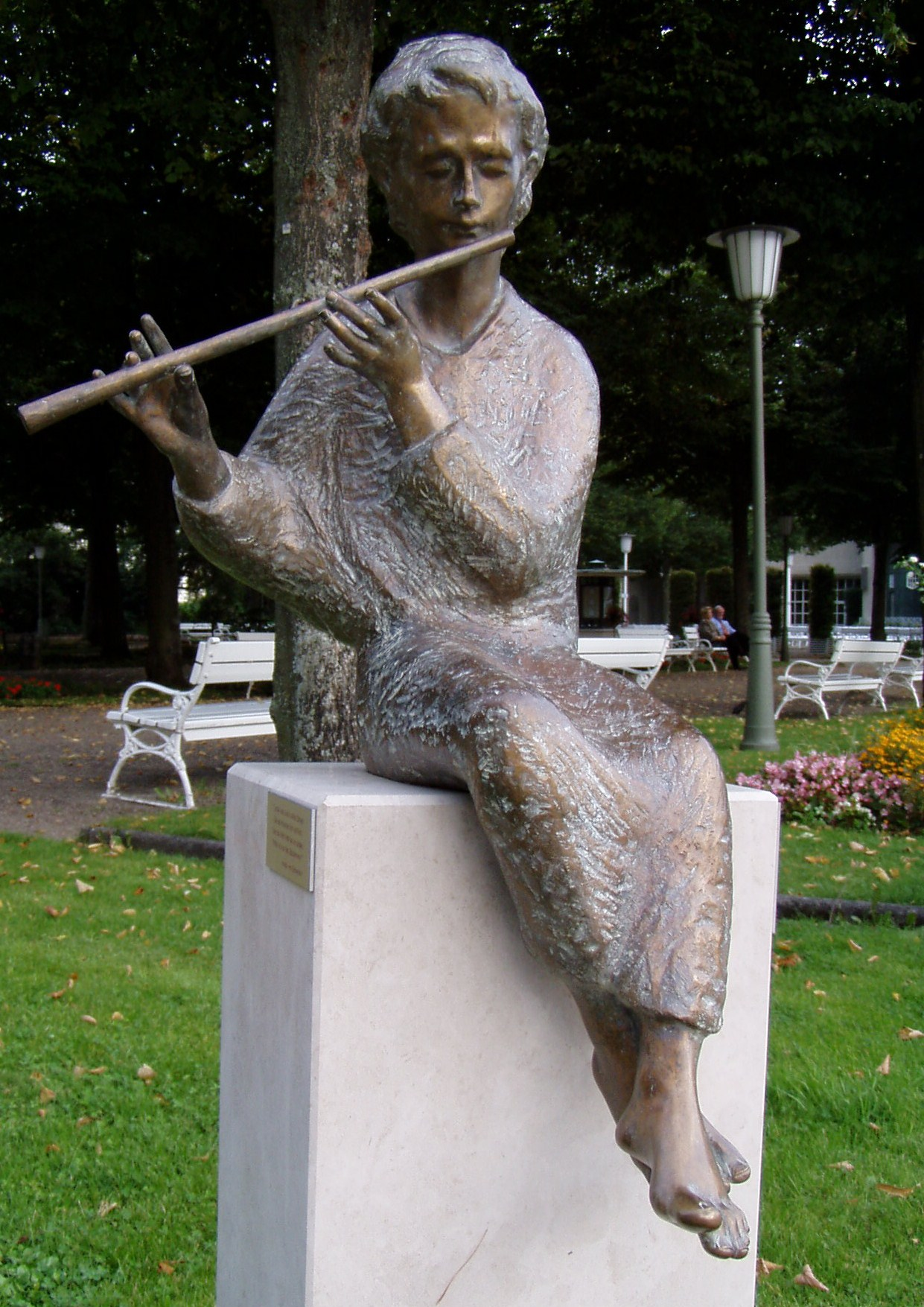
Flötenspieler (1999) (Bronze, 62 cm)
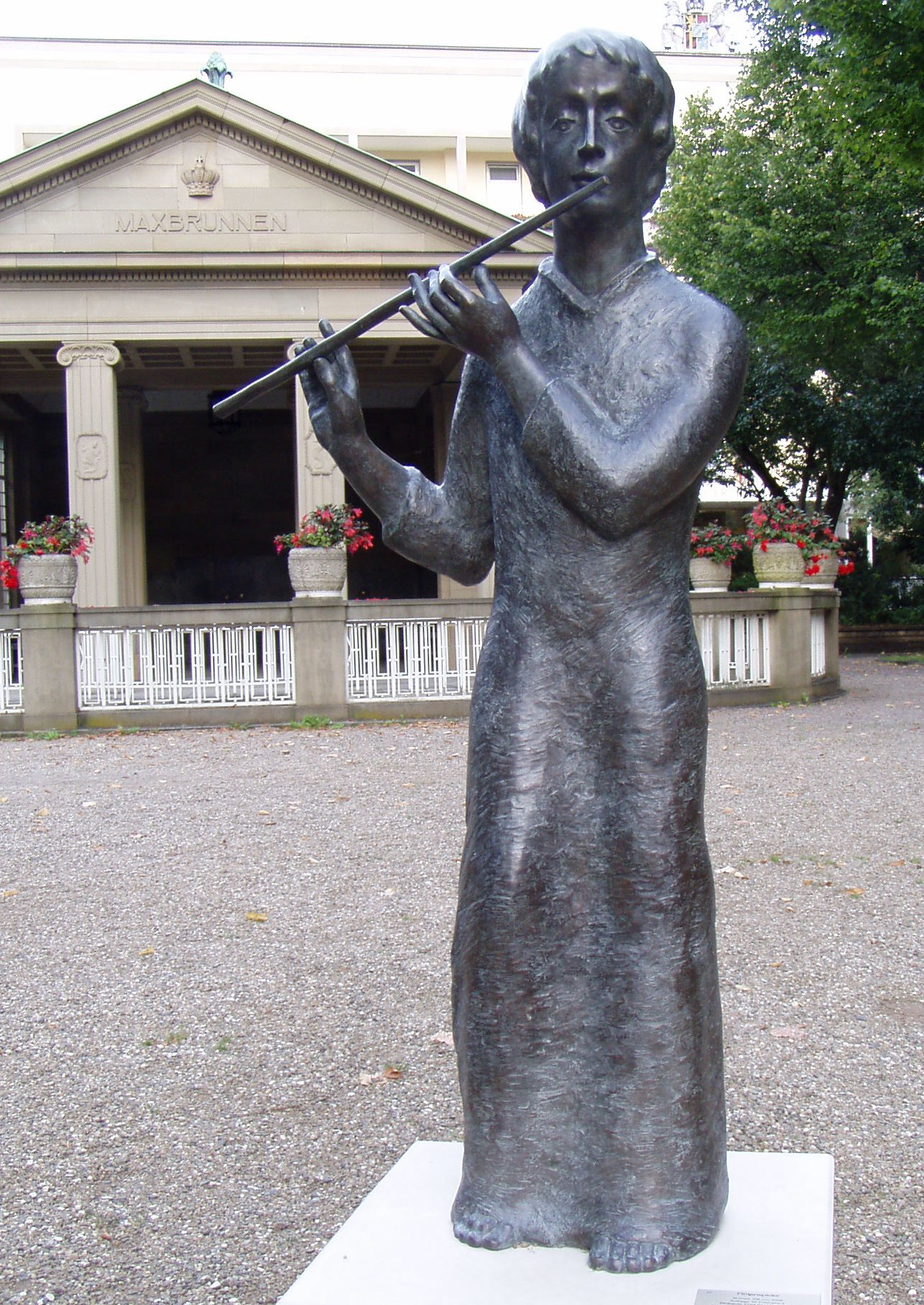
Flötenspieler (2006) (Bronze, 108 cm)
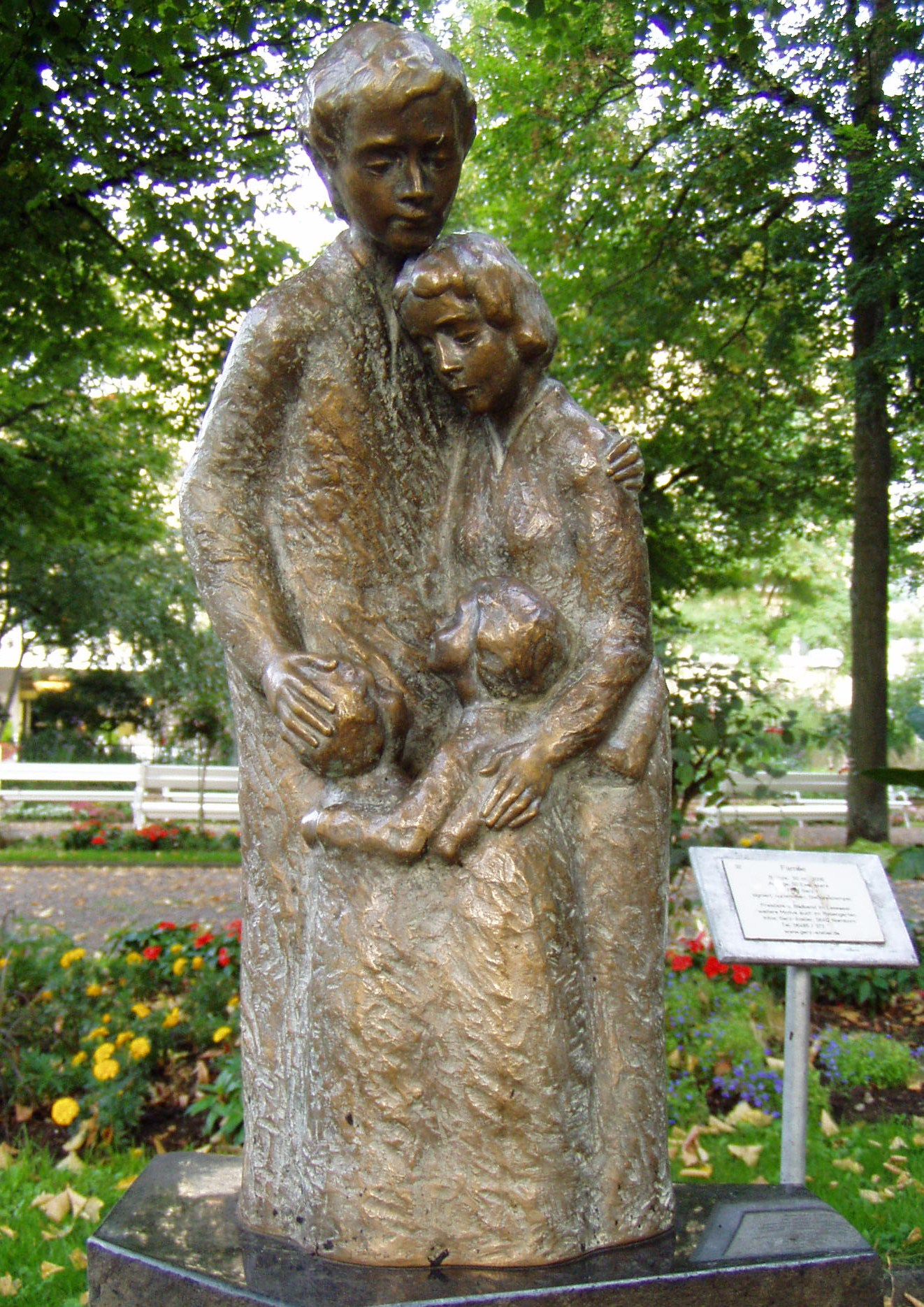
Familie (2006) (Bronze, 50 cm)
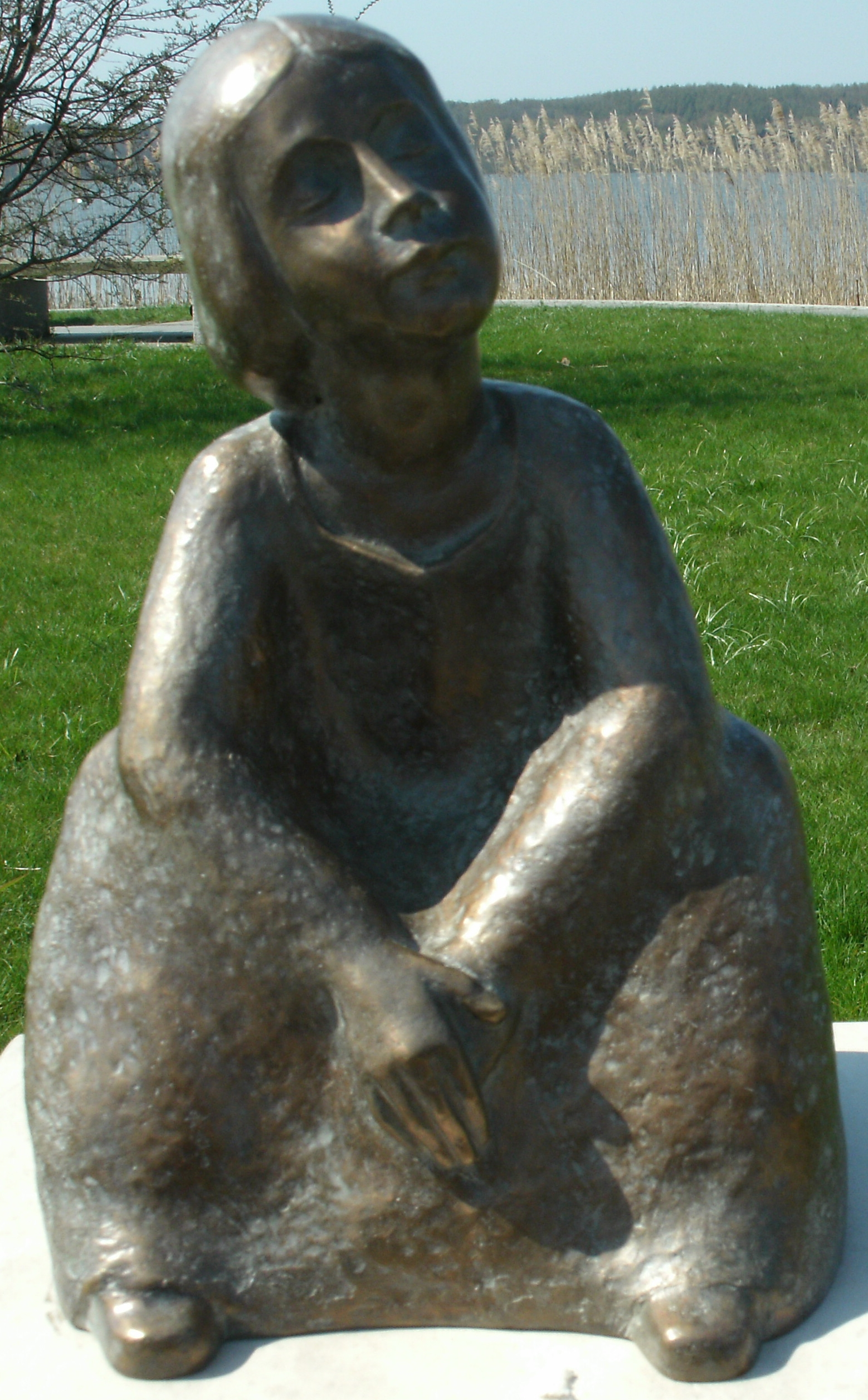
Sitzendes Mädchen (2006) (Bronze, 25 cm)
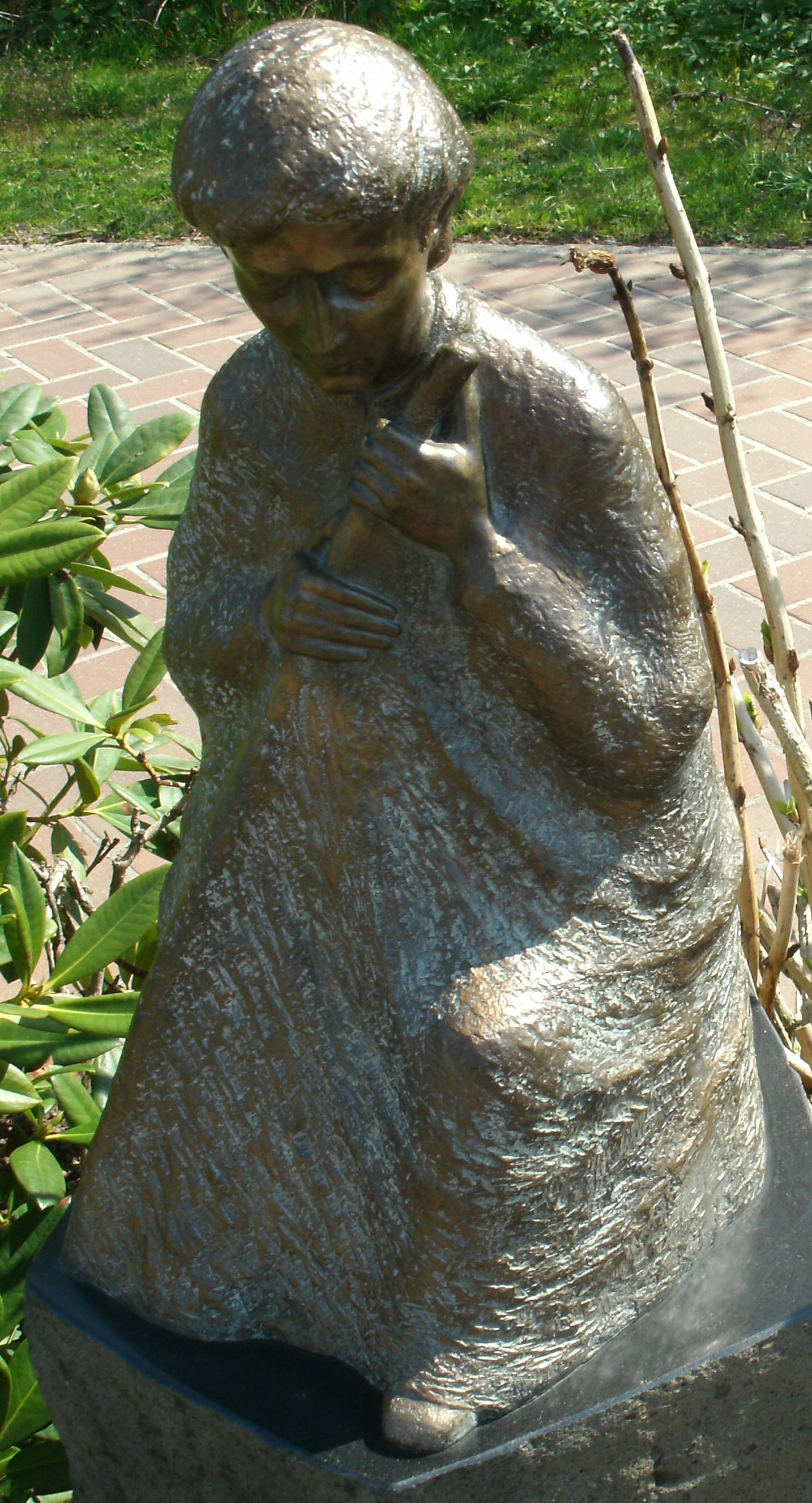
Vor dem Aufbruch (2009) (Bronze, 50 cm)
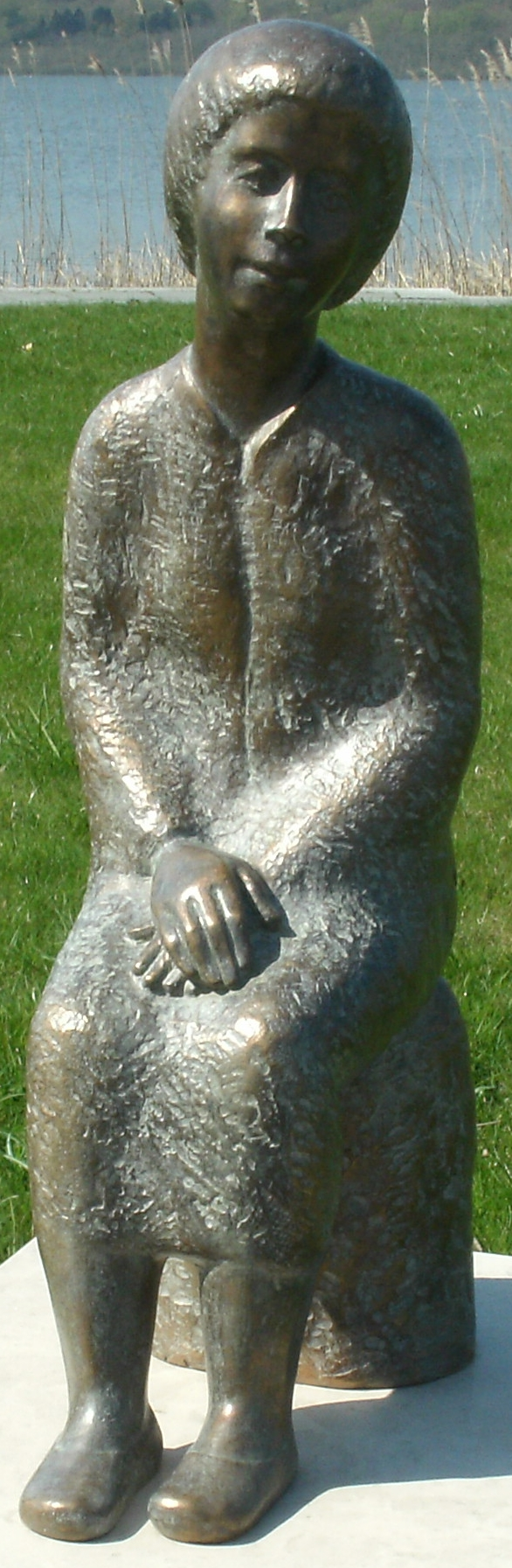
Zufrie-denheit (2010) (Bronze, 37 cm)
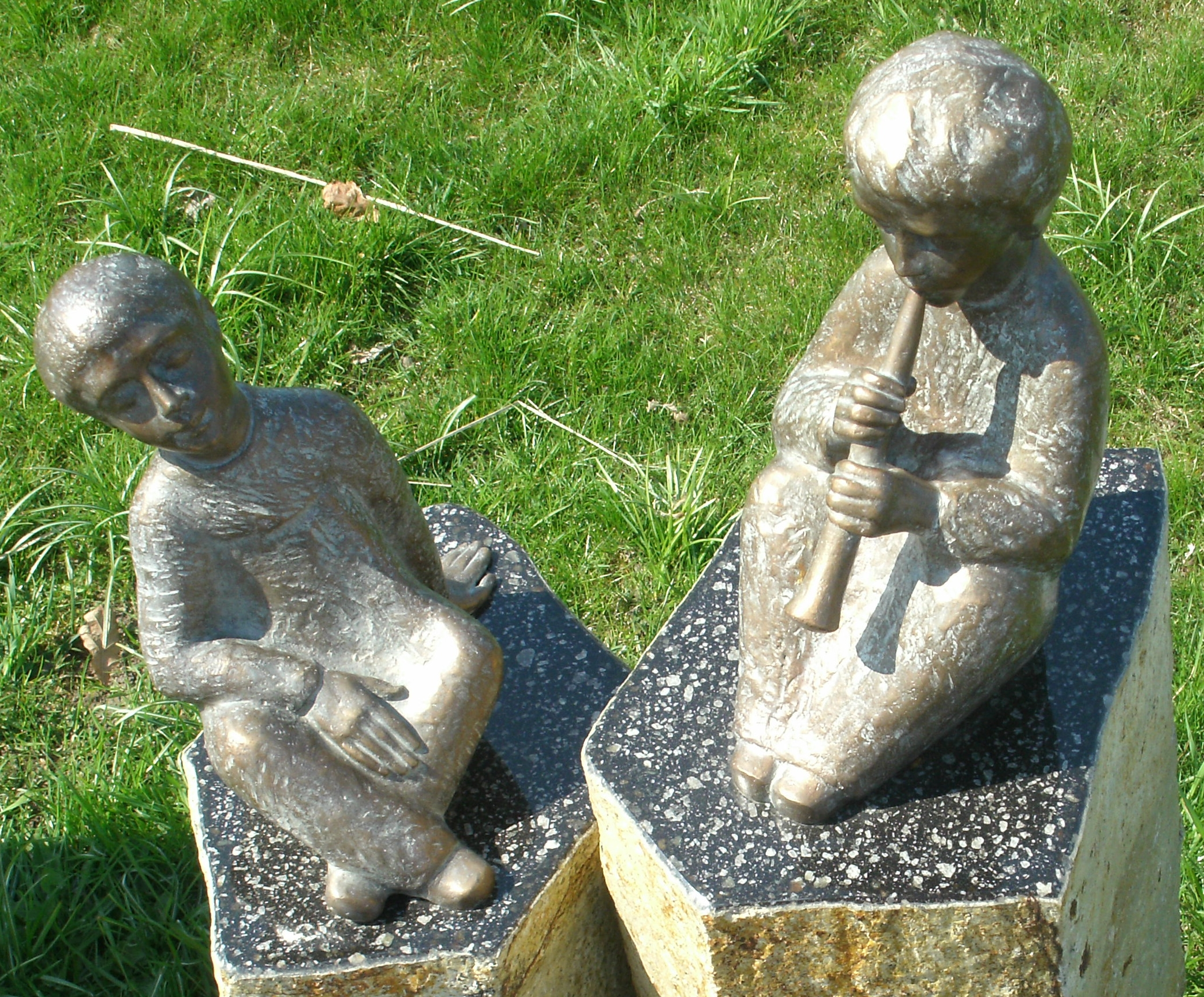
Flötenspieler (2010) (Bronze, 21 cm)